# Karel Stanislav Sokol

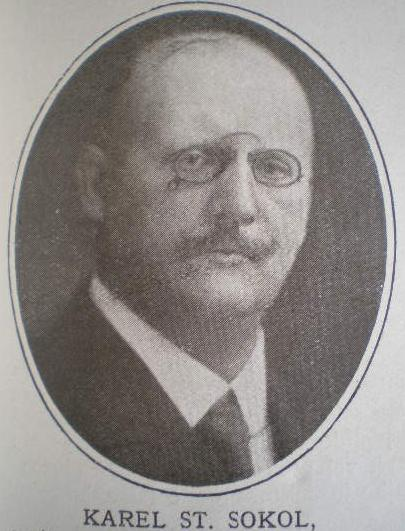
Karel Stanislav Sokol

Karel Stanislav Sokol (* 5. Oktober 1867 in Heřmanův Městec; † 20. März 1922 in Prag) war ein tschechischer Politiker, Journalist und Verleger. Er war Abgeordneter zum Österreichischen Abgeordnetenhaus.

## Leben
Sokol wurde als Sohn des Lehrers Josef Sokol (1831–1912) geboren, der selbst Abgeordneter zum Böhmischen Landtag sowie Abgeordneter zum Abgeordnetenhaus gewesen war. Karel Sokol absolvierte das Gymnasium, das er 1886 abschloss. Er studierte in der Folge Philosophie an der philosophischen Fakultät der tschechischen Universität Prag und engagierte sich während seiner Studiumszeit bei den radikalen oppositionellen, sogenannten Fortschrittlern, für die er den Akademischen Leseverein sowie den Studentenverlag Slávia organisierte. Da er zwischen 1889 und 1892 die Studentenzeitung „Časopis českého studentstva“ herausgab, wurde er von der Prager Universität verwiesen und musste ab 1890 sein Studium an der Universität Wien fortsetzen. Sokol war zwischen 1892 und 1893 auch Mitherausgeber der Neodvislost bzw. 1893 der Literaturzeitschrift Nové proudy. Durch seine Teilnahme an der Omladina wurde er 1894 zu zweieinhalb Jahren Haft verurteilt, jedoch 1895 wieder amnestiert. Er war in der Folge für die Zeitung Radikální listy tätig und arbeitete daran, die Einheit der fortschrittlichen Bewegung innerhalb der Jungtschechen aufrechtzuerhalten. 1899 kam es schließlich jedoch zum Bruch mit den Jungtschechen und Sokol gründete gemeinsam mit Alois Rašín die Tschechische staatsrechtliche Partei. Sokol war zwischen 1909 und 1913 Abgeordneter zum Böhmischen Landtag und kandidierte bei der Reichsratsergänzungswahl 1910 im Wahlbezirk Böhmen 3 (Prag-Obere Neustadt I), wo er sich in der Stichwahl durchsetzen konnte. Er gehörte dem Reichsrat in der Folge bis 1911 an.
Sokol vertrat als Politiker stets die radikalste Form des böhmischen Staatsrechts und stand während des Ersten Weltkriegs im Lager der schärfsten Gegner der tschechischen Aktivitätspolitik. Ab 1917 trat er zudem offen für einen unabhängigen tschechischen Staat ein. Er beteiligte sich Anfang 1918 am Zusammenschluss der tschechischen bürgerlichen Parteien in der Staatsrechtlichen Demokratie, die 1919 als Nationaldemokratische Partei auftrat und war selbst Mitglied des Nationalausschusses sowie ab Oktober 1918 Mitglied der Revolutionären Nationalversammlung. Zwischen 1920 und 1922 war er Mitglied des Tschechoslowakischen Senats. Er war zudem nach 1918 Beisitzer des böhmischen Landesverwaltungsausschusses, Intendant des Nationaltheaters, Vorsitzender des Staatskonservatoriums und des böhmischen Gewerberats und engagierte sich in nationalen Vereinen wie der Nationalen Union für Nordböhmen, in verschiedenen Journalistenvereinen sowie als Volksbildner.